# Roberto Centeno
Roberto Centeno González (León, 1940) es un economista y escritor español.

## Biografía
De padres mierenses, fue bautizado en la iglesia de la Virgen del Camino, en León. Su padre fue un ingeniero civil que trabajó en aeródromos. Se crio en Salamanca, donde fue trasladado su padre. Es ingeniero de minas por la Universidad Politécnica de Madrid y doctor en ciencias económicas por la Universidad Complutense de Madrid. Ha desarrollado una dilatada carrera en el mundo empresarial, llegando a ser director general de Butano S.A. (1969-1971) y consejero-delegado de la Empresa Nacional del Gas (1971-1977). También fue consejero delegado de CAMPSAentre 1977 y 1991. 
En fechas más recientes, en el ámbito de los medios de comunicación ha colaborado frecuentemente con los diarios El Mundo y Expansión, así como diversos programas radiofónicos de la cadena COPE.

## Obras
- Economía del petróleo y del gas natural (1974)
- España y el petróleo: una defensa de la planificación del sector público (1976)
- Principios de derecho minero (1977)
- Principios de Economía (1981)
- El petróleo y la crisis mundial (1982)
- Economía para ingenieros (1989)
- El disparate nacional (2011)